# NanoString Technologies
NanoString Technologies, Inc. (cotitza a la borsa NASDAQ com NSTG) és una empresa estatunidenca i pública de biotecnologia especialitzada en el desenvolupament d'eines de diagnòstic del càncer. L'empresa va ser fundada per Krassen Dimitrov, Amber Ratcliffe i Dwayne Dunaway el 2003, i té la seva seu a Seattle (Estat de Washington, EUA).

## Tecnologia
La tecnologia de l'empresa es basa en la tècnica nCounter, una variació del xip d'ADN que fou inventada i patentada per Krassen Dimitrov i Dwayne Dunaway. Empra «codis de barres» moleculars i imatges microscòpiques per detectar i comptar fins a diversos centenars de transcripcions en reaccions d'hibridació, per tant, és una eina qualitativa i quantitativa, que es pot fer servir en diversos camps de recerca, des d'oncologia a immunologia.

## Història
La patent original que és la base del sistema d'anàlisi nCounter va ser inventada i llicenciada per The Institute for Systems Biology. El pla de negoci va ser escrit per Amber Ratcliffe i Aaron Coe i va guanyar finançament inicial en múltiples competicions de plans de negoci. NanoString va ser fundada a l'institut esmentat anteriorment i fundada com a empresa separada el 2003 per Krassen Dimitrov, Amber Ratcliffe i Dwayne Dunaway. El 2004, NanoString va recaptar el seu primer finançament significatiu valorat en 3 milions de dòlars. Des de llavors han recaptat diverses rondes més de finançament per expandir-se al desenvolupament del diagnòstic molecular.
A partir de 2011, NanoString Technologies havia recaptat gairebé 70 milions de dòlars. El 2009, Perry Fell, que era conseller delegat des del 2004, va deixar la companyia bruscament i sense cap explicació oficial. Entre el 2009 i el 2010 la companyia va operar amb un conseller delegat en funcions, Wayne Burns. Brad Gray, antic executiu de Genzyme, va ser contractat com a president i director general el 2010. A juny de 2010, l'empresa encara no era rendible. En una entrevista, Gray va suggerir que NanoString començaria a desenvolupar diagnòstics clínics. A partir de juliol de 2012, NanoString va començar a indicar un pas cap a convertir-se en una empresa pública mitjançant la contractació de diversos funcionaris amb experiència en empreses públiques.
El 2013, la sortida a borsa de la companyia va recaptar fons que es van utilitzar per expandir les vendes i el màrqueting de NanoString.